# Appalachiosaurus
Az Appalachiosaurus (jelentése 'Appalache-gyík') egy tyrannosauroidea dinoszaurusznem, amely a késő kréta időszakban élt Észak-Amerika területén. A legtöbb theropodához hasonlóan két lábon járó húsevő volt. Csak egyetlen ehhez a nemhez tartozó csontvázat fedeztek fel, ami egy fiatal, 7 méter hosszúságú és több, mint 600 kilogrammra becsült tömegű állat volt; a felnőttek még nagyobb méretet érthettek el. Ez a legteljesebb ismert theropoda, melynek maradványai Észak-Amerika keleti részéről kerültek elő.

## Felfedezés és elnevezés
Az Appalachiosaurus fosszíliáit Alabama állam középső részén fedezték fel, a Demopolis Chalk Formációban. Ez a formáció a késő kréta időszak campaniai korszakának közepéről, mintegy 77 millió évvel ezelőttről származik.
Nevét az Amerikai Egyesült Államok központi részén levő területről, az Appalache-hegység számára otthont adó Appalachiáról kapta, amiről az Appalachiosaurus egykori élőhelyét, az Appalachia szigetkontinenst is elnevezték. Emellett a nem nevének részét képezi az ógörög σαυρος / sauros 'gyík' szó is, a dinoszaurusznevek leggyakoribb utótagja. Csak egyetlen faja ismert, az A. montgomeriensis, melyet az Alabama állambeli Montgomery megye után neveztek el. A nem és a faj neve Thomas Carr, Thomas Williamson és David Schwimmer őslénykutatóktól, 2005-ből származik.

## Anatómia
Az Appalachiosaurus csak részleges maradványok alapján ismert, melyek között megtalálható a koponya az állkapocscsont, a csigolyák és a medence egy része, valamint a majdnem hiánytalan hátsó lábak. A fosszíliák felhasználásával rekonstruált teljes csontvázat a birminghami McWane Science Centerben helyezték el. A koponyacsontok közötti nyitott varratok azt jelzik, hogy az állat nem volt felnőtt. Több rész is összetört, de a példány még így is elég információval és egyedi jellemzővel vagy apomorfiával szolgált. Az apomorfiák közül többet a koponyán azonosítottak, de emellett a láb karmain is felfedezhetők, melyeken egy szokatlan kiálló rész figyelhető meg a lábujj közelében. Hat alacsony kiemelkedés helyezkedik el egy sorban a pofa tetején, ahogyan az ázsiai Alioramus esetében, azonban a legtöbb tyrannosauroideánál szintén található valamilyen mintázat a pofa felső részén. Az Appalachiosaurus jelentős mértékben eltér az olyan Észak-Amerika keleti részéről ismert korai tyrannosauroideáktól, mint a Dryptosaurus, és jóval fejlettebb is azoknál.

## Lehetséges kóros elváltozások
A farokcsigolyák közül kettőt összeforrva találtak meg, ami talán egy sérülést követő csontnövekedés eredménye lehetett.

## Osztályozás
Az Appalachiosaurus egyetlen lelete elég teljes ahhoz, hogy a kladisztika felhasználásával filogenetikus elemzések alanyává váljon. A legelsőt még azelőtt végezték el, mielőtt az állatot elnevezték volna, és úgy találták, hogy az Appalachiosaurus a Tyrannosauridae család Albertosaurinae alcsaládjába tartozik az Albertosaurus és a Gorgosaurus mellett. Az eredeti leírás szintén tartalmaz egy kladisztikus elemzést, ami szerint az A. montgomeriensis egy, a Tyrannosauridae családon kívül elhelyezkedő bazális tyrannosauroidea. A családból az ázsiai Alectrosaurus mellett kizárták az Angliában talált Eotyrannust is. A korábbi tyrannosauroideák, például a Dilong és a Guanlong az elemzés idején még nem rendelkeztek leírással. Ezek a kizárások jelentős hatást gyakorolhatnak a csoport törzsfejlődésére, de eddig még nem publikáltak olyan elemzést, ami az összes tyrannosauroidea taxonra vonatkozna.

## Fordítás
- Ez a szócikk részben vagy egészben  az   Appalachiosaurus című angol Wikipédia-szócikk ezen változatának fordításán alapul.  Az eredeti cikk szerkesztőit annak laptörténete sorolja fel. Ez a jelzés csupán a megfogalmazás eredetét és a szerzői jogokat jelzi, nem szolgál a cikkben szereplő információk forrásmegjelöléseként.